# Microdorcadion
Microdorcadion is een kevergeslacht uit de familie van de boktorren (Cerambycidae). De wetenschappelijke naam van het geslacht werd voor het eerst geldig gepubliceerd in 1925 door Pic.

## Soorten
Microdorcadion omvat de volgende soorten:
- Microdorcadion laosense Breuning, 1950
- Microdorcadion tuberculatum Pic, 1925